# Selitë (Alessio)
Selitë è una frazione del comune di Mirdizia in Albania (prefettura di Alessio).
Fino alla riforma amministrativa del 2015 era comune autonomo, dopo la riforma è stato accorpato, insieme agli ex-comuni di Fan, Kaçinar, Kthellë, Orosh, Rrëshen e Rubik a costituire la municipalità di Mirdizia.

## Località
Il comune è formato dall'insieme delle seguenti località:
- Burbnesh
- Lufaj
- Bardhaj
- Lekunde
- Zajs
- Kthelle e Siperme
- Kurbnesh-fshat
- Merkurth
- Kumbul